# Jean Louis Gros
Pour les articles homonymes, voir Gros.
 (octobre 2019).
Si vous disposez d'ouvrages ou d'articles de référence ou si vous connaissez des sites web de qualité traitant du thème abordé ici, merci de compléter l'article en donnant les références utiles à sa vérifiabilité et en les liant à la section « Notes et références ».
Jean Louis Gros, né le 3 mai 1767 à Montolieu et mort le 10 mai 1824 à Paris, est un général français de la Révolution et de l’Empire,.

## Biographie
Jean Louis Gros entre en service le 6 octobre 1785 comme soldat aux chasseurs à pied des Cévennes, en France. Il devient caporal le 13 septembre 1786 puis sergent le 20 mars 1787 avant d'obtenir son congé le 1er septembre 1789.
Le 10 novembre 1791, il reprend du service comme lieutenant au 2e bataillon de volontaires de l'Aude. Il sert à l'armée des Pyrénées orientales de 1792 à la paix de 1795. Il reçoit son brevet de capitaine le 10 avril 1793 et est blessé d'un coup de sabre à la figure près de Céret. Il a également la cuisse droite fracturée lors du siège de Roses en 1794. Le 10 juin 1795, il est de nouveau blessé à l'affaire de Bàscara, et le 28 août suivant il passe par amalgame à la 147e demi-brigade de bataille.
Envoyé à l'armée d'Italie fin 1795, il est nommé capitaine de grenadiers à la 4e demi-brigade de ligne le 14 mars 1796. Il se distingue à la bataille de Castiglione le 3 août 1796, où il est blessé d'un coup de feu à la jambe droite, ainsi qu'à Bassano le 8 septembre, où il est promu chef de bataillon sur le champ de bataille. Il a le pied droit traversé par une balle au combat de Saint-Georges le 15 septembre. Il est blessé d'un coup de feu au côté gauche à la bataille de Caldiero le 12 novembre, et le 16 mars 1797, il se trouve au passage du Tagliamento.
En 1799, il est employé à l'armée d'Angleterre, puis en 1800 à celle du Rhin. Il se signale à nouveau lors de la bataille de Biberach le 9 mai 1800. Le 17 novembre 1803, il passe chef de bataillon aux chasseurs à pied de la garde consulaire au camp de Boulogne. Le 30 janvier 1804, il est nommé major des chasseurs à pied de la garde et est fait commandeur de la Légion d'honneur le 14 juin 1804.
De 1805 à 1807, il sert à la Grande Armée. Il obtient le rang de major-colonel le 18 décembre 1805 et il est fait chevalier de l'ordre militaire de Maximilien-Joseph de Bavière le 29 mars 1806. Le 15 avril 1806, il devient major-colonel du 1er régiment de chasseurs à pied de la Garde impériale avant d'être promu général de brigade le 9 juillet 1807. Il est fait chevalier de l'ordre de la Couronne de fer le 23 décembre 1807 et est créé baron de l'Empire le 24 juin 1808. Le 30 avril 1809, il commande la brigade de fusiliers de la garde, avec laquelle il est blessé d'un coup de feu au flanc droit le 22 mai 1809 lors de la bataille d'Essling.

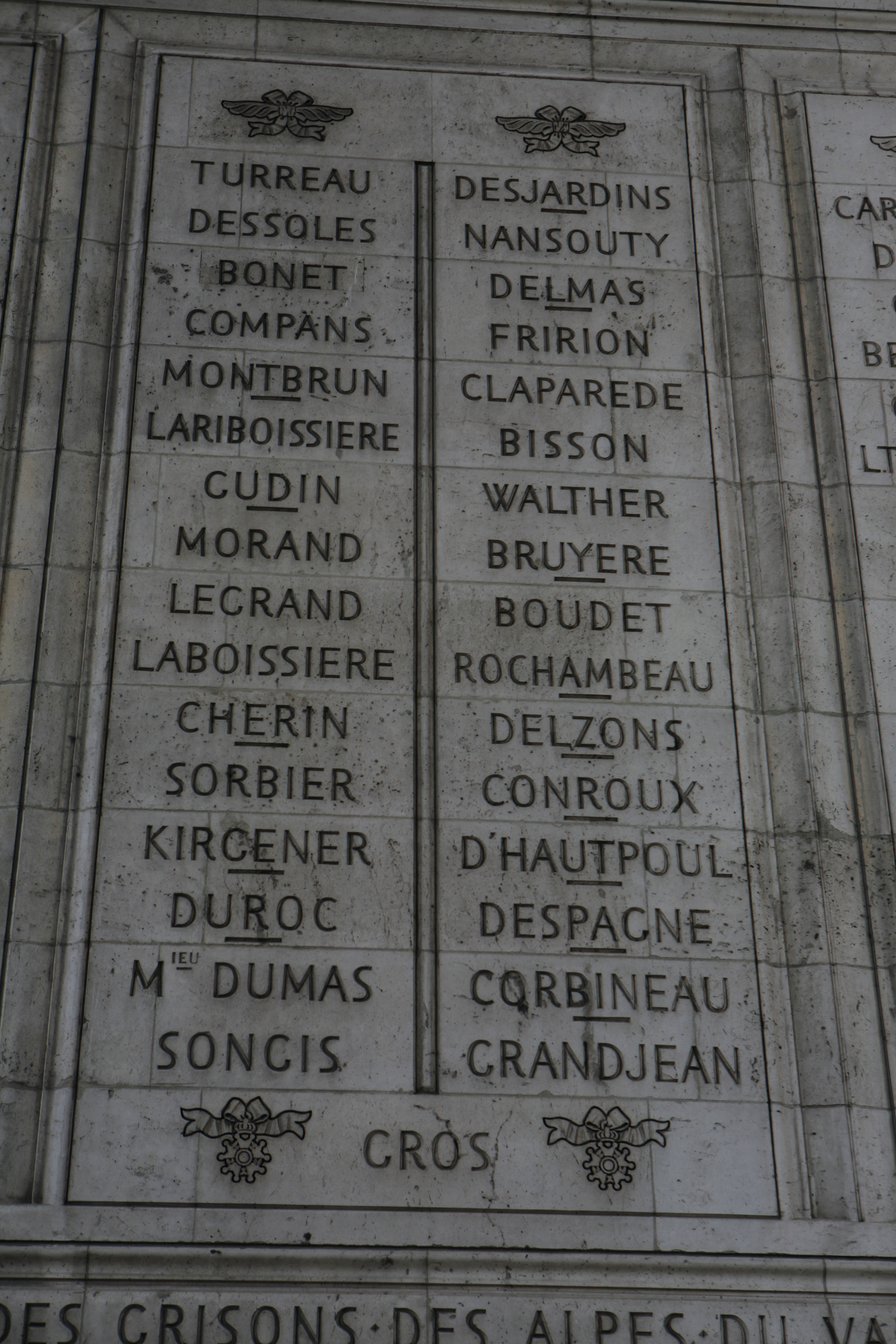
Noms gravés sous l'arc de triomphe de l'Étoile : pilier Est, 15e et 16e colonnes.

En 1810, il part pour l'Espagne avec un détachement de la garde, tout en restant major-colonel du 1er régiment de chasseurs à pied de la Garde. En 1812, il participe à la campagne de Russie. Admis à la retraite le 17 janvier 1813, il est remis en activité comme adjudant-général dans la garde impériale le 10 avril 1813 et participe alors à la campagne d'Allemagne de cette année. Il est blessé d'un coup de baïonnette à la cuisse au cours de la bataille de Dresde le 26 août 1813, puis d'un coup de feu à la jambe gauche à la bataille de Leipzig le 17 octobre suivant. En 1814, il se bat en Champagne dans la division Christiani. Il est mis en non activité le 1er juillet 1814.
Lors de la Première Restauration, le roi Louis XVIII le fait chevalier de Saint-Louis le 6 décembre 1814 et l'admet à la retraite le 24 décembre 1814. Le 6 juin 1815, il commande une brigade de tirailleurs fédérés de la garde nationale de Paris, et il est remis en position de retraite le 1er août 1815.
Quoique Stendhal le décrive comme « un des sabreurs les plus stupides de la Garde impériale », Gros fut un soldat courageux et capable. Son nom est inscrit sur l'arc de triomphe de l'Étoile[réf. nécessaire].

## Dotation
- Donataire d’une rente de 40 000 francs sur les biens réservés en Westphalie le 17 mars 1808, et en Gallicie le 16 janvier 1810.

## Armoiries
| Figure | Nom du baron et blasonnement |
| ------ | --- |
|        | Armes du baron Jean Louis Gros et de l'Empire, décret du 19 mars 1803, lettres patentes du 24 juin 1808, commandeur de la Légion d'honneur D'or, à une branche de laurier de sinople soutenue à dextre par un lion rampant d'azur et à sénestre par une levrette de même, le tout soutenu d'une terrasse de sinople, franc quartier des barons sortis de l'armée. Livrées : les couleurs de l'écu; le verd dans les bordures seulement. |

## Distinctions
- Commandeur de la Légion d'honneur